# جائزة إيطاليا الكبرى 1994
جائزة إيطاليا الكبرى 1994 هو سباق فورمولا 1 أقيم بتاريخ 11 سبتمبر 1994 في حلبة مونزا، إيطاليا. كان الثاني عشر من أصل 16 في بطولة العالم لسباقات الفورمولا واحد موسم 1994. حلّ البريطاني دايمون هيل أولا بينما جاء النمساوي غيرهارد بيرغر في المركز الثاني وحصل على المركز الثالث الفنلندي ميكا هاكينن.

## الترتيب النهائي
| الترتيب | السائق        | النقاط |
| ------- | ------------- | ------ |
| 1       | مايكل شوماخر  | 76     |
| 2       | دامون هيل     | 65     |
| 3       | غيرهارد بيرغر | 33     |
| 4       | جان إليزي     | 19     |
| 5       | ميكا هاكينن   | 18     |
| المصدر: |               |        |

## وصلات خارجية
- الموقع الرسمي